# Teslui (Izvoare)
Teslui es una comuna ubicada en el distrito de Dolj, Rumania.

## Superficie
Posee una superficie de 73,38 kilómetros cuadrados.

## Demografía
Hasta 2021 la población era de 2110 habitantes, con una densidad de población de 28,75 habitantes por kilómetro cuadrado.